# География Мавритании

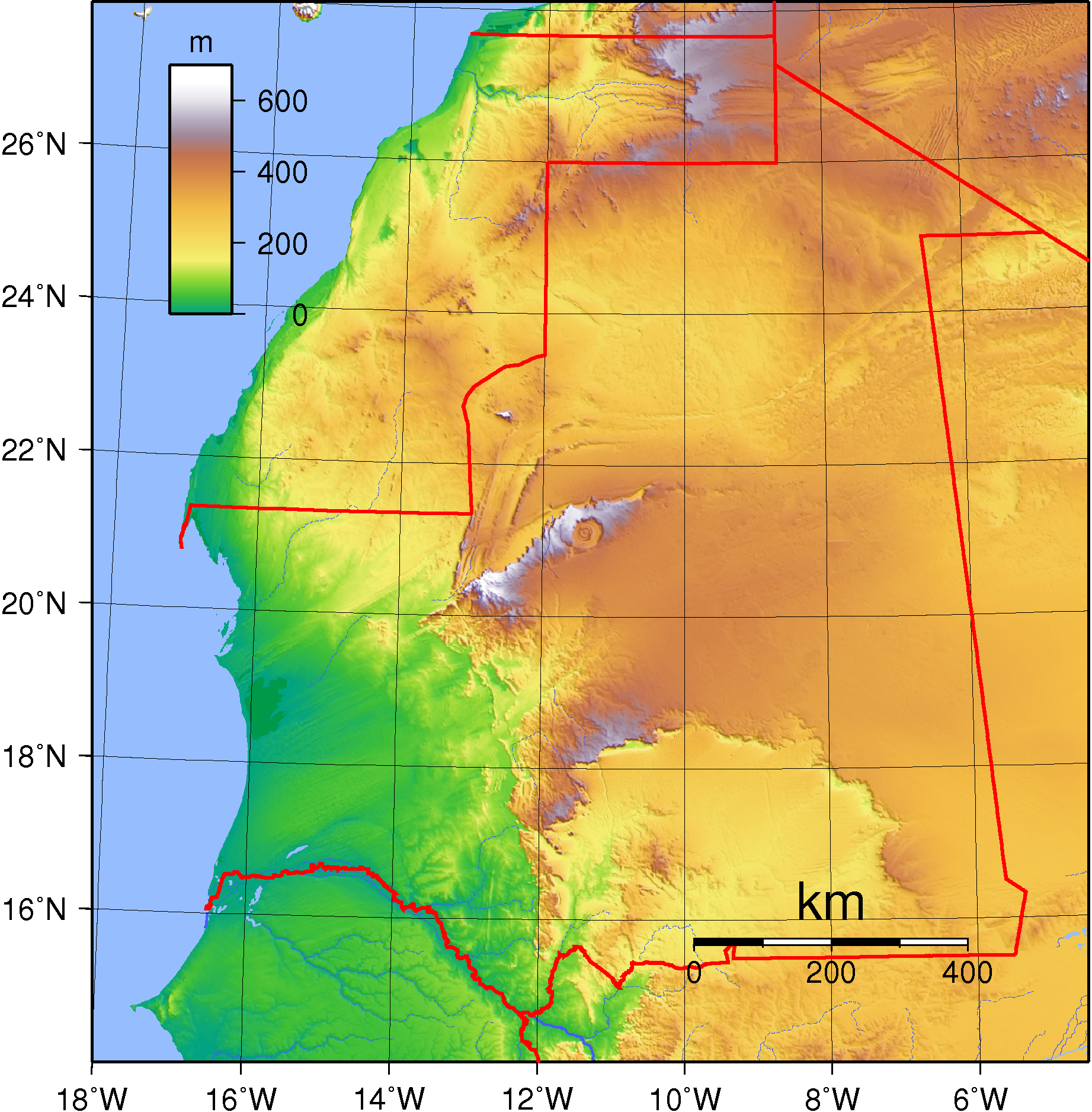
Физическая карта Мавритании

Мавритания граничит с Алжиром, Мали, Западной Сахарой и Сенегалом. С запада омывается Атлантическим океаном (около 700 км береговой полосы). Более 60 % территории страны занимают каменистые и песчаные пустыни западной Сахары, территория в основном равнинная — высота до 915 м (гора Кедиет Иджил), хотя встречаются и живописные останцовые скальные массивы. Низшие точки страны — до 5 м ниже уровня моря. Общая площадь — 1031 тыс. км².
Общая длина государственной границы составляет 5074 км, протяженность границ с Алжиром — 463 км, Мали — 2237 км, Сенегалом — 813 км, Западной Сахарой — 1561 км.
В пустыне Сахара на территории Мавритании расположен уникальный природный объект — Структура Ришат.

## Климат
Климат характеризуется экстремальными температурами и скудными, нерегулярными дождями. Ежегодные температурные изменения являются маленькими, хотя дневные изменения температуры могут быть достаточно высокими. Харматан, горячий, сухой, и часто насыщенный пылью ветер, дует из Сахары в течение долгого сухого сезона и является преобладающим ветром, кроме узкой прибрежной полосы, которая находится под влиянием океанских торговых ветров. Большинство осадков в течение короткого сезона дождей проходят с июля до сентября, и в среднем до 500 миллиметров в районе города Селибаби, от 200 до 400 миллиметров на юге, от 100 до 200 миллиметров в центре страны и менее 50 миллиметров на севере .

### Главные географические и климатические зоны
У Мавритании есть четыре экологических зоны: Сахарская Зона, Сахельская зона, Долина Сенегальской реки, и Прибрежная зона. Хотя зоны заметно отличаются от друг друга, никакие природные объекты ясно не очерчивают границы между ними. Песок, изменяясь в цвете и составе, покрывает 40 % поверхности страны, формируя дюны, которые появляются во всех зонах кроме Долины Сенегальской реки. Неподвижные дюны составлены из грубого песка коричневого цвета, в то время как перемена дюн состоит из прекрасных, пылеобразных, красноватых песков, которые легко переносит ветер. Плато покрыты более тяжелыми синими, серыми, и магнетитовыми песками, которые формируют твердую поверхность по слоям мягкого песка.